# Векторное управление
Векторное управление является методом управления синхронными и асинхронными двигателями, не только формирующим гармонические токи (напряжения) фаз (скалярное управление), но и обеспечивающим управление магнитным потоком ротора. Первые реализации принципа векторного управления и алгоритмы повышенной точности нуждаются в применении датчиков положения (скорости) ротора.
В общем случае под «векторным управлением» понимается взаимодействие управляющего устройства с так называемым «пространственным вектором», который вращается с частотой поля двигателя.

Вращающееся магнитное поле

## Причины появления
Основной причиной появления векторного управления является то, что асинхронный двигатель с короткозамкнутым ротором (АДКЗ) — самый массовый и дешёвый в производстве двигатель, надёжный и наименее требовательный в эксплуатации (в конструкции нет механических коллекторов, контактных колец) плохо поддаётся регулированию скорости, поэтому он первоначально применялся для нерегулируемых приводов, либо для приводов с механической регулировкой (с помощью коробки передач); специальные многоскоростные АДКЗ позволяли только ступенчато изменять скорость (от двух до пяти ступеней), но их стоимость была гораздо выше, чем обычных, кроме того, требовалась станция управления для таких двигателей, которая дополнительно сильно удорожала систему управления, при этом было невозможно автоматически поддерживать скорость двигателя при изменении нагрузки. Позже были разработаны методы управления скоростью АДКЗ (скалярное управление), но в переходных процессах при скалярном регулировании потокосцепление ротора изменяется (при изменении токов статора и ротора), что приводит к снижению темпа изменения электромагнитного момента и ухудшению характеристик в динамике.
С другой стороны двигатель постоянного тока (ДПТ) при большей его стоимости и эксплуатационных затратах и меньшей надёжности (имеется механический коллектор) просто поддаётся управлению, при этом регулировка может осуществляться как изменением напряжения на якоре с постоянным номинальным потоком возбуждения (первая зона регулирования) так и изменением напряжения на обмотке возбуждения (ослабление потока возбуждения) с постоянным номинальным напряжением на якоре (вторая зона регулирования). При этом обычно регулирование ведётся сначала в первой зоне, а при необходимости дальнейшего регулирования во второй зоне (с постоянной мощностью).
Идеей векторного управления было создание такой системы управления АДКЗ, в которой, подобно ДПТ можно раздельно управлять моментом и магнитным потоком, при этом поддерживается на постоянном уровне потокосцепление ротора и значит изменение электромагнитного момента будет максимальным.

## Математический аппарат векторного управления
Для СД и АД принцип векторного управления можно сформулировать следующим образом:
Первоначально система дифференциальных линейных уравнений трёхфазного двигателя преобразуется в систему уравнений обобщённой двухфазной машины, которая имеет две фазы (расположенные в пространстве под 90° относительно друг друга) на статоре и две фазы на роторе, также взаимно расположенных.
Затем все вектора, описываемые данной системой проецируются на произвольно вращающуюся ортогональную систему координат, с началом на оси ротора, при этом наибольшая простота уравнений получается при вращении системы координат со скоростью поля машины, кроме того при таком представлении уравнения вырождаются и становятся похожими на уравнения ДПТ, проецирование всех векторов на направление поля машины отражается в названии этого метода — «ориентирование по полю». Фактически вторым этапом формирования величин, ориентированных по полю — это замена обмоток двухфазной обобщённой машины (две на статоре и две на роторе) одной парой взаимно перпендикулярных обмоток, вращающихся синхронно с полем. Кроме характеристик, близких к характеристикам ДПТ, АДКЗ с ориентированием по полю имеет предельно допустимое быстродействие при управлении моментом в режиме поддержания постоянства потокосцепления.
Уравнения электромагнитных процессов, записанные относительно токов статора и потокосцеплений ротора в синхронной ортогональной системе координат, ориентированной по вектору потокосцепления ротора имеют вид:
{\displaystyle \left\{{\begin{matrix}\sigma L_{s}{\frac {dI_{d}}{dt}}=-R_{s}I_{d}+U_{d}+\sigma L_{s}\omega _{\psi }I_{q}-{\frac {L_{m}}{L_{r}}}{\frac {d\psi _{r}}{dt}}\\\sigma L_{s}{\frac {dI_{q}}{dt}}=-R_{s}I_{q}+U_{d}-\sigma L_{s}\omega _{\psi }I_{d}-{\frac {L_{m}}{L_{r}}}\omega _{\psi }\psi _{r}\\T_{r}{\frac {d\psi _{r}}{dt}}=-\psi _{r}+L_{m}I_{d}\\\omega _{\psi }=\omega _{r}e+\omega _{c}k=\omega _{r}e+{\frac {L_{m}}{T_{r}}}{\frac {I_{d}}{\psi _{r}}}\\M={\frac {3}{2}}Z_{r}{\frac {L_{m}}{L_{r}}}\psi _{r}I_{q}\end{matrix}}\right.}
где:
{\displaystyle \sigma } — коэффициент рассеяния; {\displaystyle L_{s}L_{r}L_{m}} — соответственно индуктивности статора, ротора и взаимная; {\displaystyle R_{s}R_{r}} — соответственно активные сопротивления статора и ротора; {\displaystyle \psi _{r}} — потокосцепление ротора; {\displaystyle \omega _{\psi }} — частота вращения вектора потокоцепления ротора; {\displaystyle \omega _{r}e} — электрическая частота вращения ротора; {\displaystyle I_{d}I_{q}} — проекции токов на оси d и q; {\displaystyle T_{r}} — постоянная времени роторной цепи.
При этом могут быть два варианта метода:
- ориентирование по полю ротора
- ориентирование по полю главного потокосцепления

При практической реализации первого метода необходимо определить направление и угловое положение вектора потокосцепления ротора двигателя.
Ортогональные оси d, q (в отечественной литературе для асинхронных машин применяют оси x, y) направляют так, что ось d совпадает с направлением вектора потокосцепления ротора.
Вектор напряжения статора двигателя регулируют в осях d, q. Составляющая напряжения по оси d регулирует величину тока статора по оси d.
Изменяя ток статора по оси d следует добиваться требуемого значения амплитуды вектора потокосцепления ротора.
Ток статора по оси q, контролируемый напряжением по этой оси, определит момент развиваемый двигателем.
В таком режиме работы характеристики СД и АД подобны двигателю постоянного тока, так по оси d формируется поле машины (обмотка возбуждения для двигателя постоянного тока, то есть индуктор), а ток по оси q задаёт момент (якорная обмотка двигателя постоянного тока). Управление двигателем по данному методу теоретически обеспечивает большую перегрузочную способность АДКЗ, но при этом невозможно напрямую определить вектор потокосцепления ротора.
Данный метод векторного управления был первоначально реализован в системе «Transvektor» фирмы «Сименс».
Устройства с управлением по вектору главного потокосцепления двигателя, на русском языке стали именоваться векторными системами. При использовании устройства управления по вектору главного потокосцепления и стабилизации модуля главного потокосцепления двигателя во всех режимах работы исключается чрезмерное насыщение магнитной системы, упрощается структура управления АД. Для составляющих вектора главного потокосцепления (по осям α, β статора) возможно прямое измерение, например, с помощью датчиков Холла, устанавливаемых в воздушном зазоре двигателя.
Питание АД и СД в режиме векторного управления осуществляется от инвертора, который может обеспечить в любой момент времени требуемые амплитуду и угловое положение вектора напряжения (или тока) статора. Измерение амплитуды и положение вектора потокосцепления ротора производится с помощью наблюдателя (математический аппарат позволяющий восстанавливать неизмеримые параметры системы).

## Варианты режимов работы векторного управления
Векторное управление подразумевает наличие в звене управления математической модели (далее — ММ) регулируемого электродвигателя. В зависимости от условий эксплуатации электропривода возможно управление электродвигателем как в режимах с обычной точностью, так и в режимах с повышенной точностью отработки задания на скорость или момент.

### Точность математической модели электродвигателя
В связи с вышесказанным представляется возможным произвести классификационное разделение режимов управления по точности ММ электродвигателя, используемой в звене управления:
- использование ММ без дополнительных уточняющих измерений устройством управления параметров электродвигателя (используются лишь типовые данные двигателя, введенные пользователем);
- использование ММ с дополнительными уточняющими измерениями устройством управления параметров электродвигателя (то есть активных и реактивных сопротивлений статора/ротора, напряжения и тока двигателя).

### Использование датчика скорости электродвигателя
В зависимости от наличия или отсутствия датчика обратной связи по скорости (датчика скорости) векторное управление можно разделить на:
- управление двигателем без датчика скорости — при этом устройством управления используются данные ММ двигателя и значения, полученные при измерении тока статора и/или ротора;
- управление двигателем с датчиком скорости — при этом устройством используются не только значения, полученные при измерении тока статора и/или ротора электродвигателя (как в предыдущем случае), но и данные о скорости (положении) ротора от датчика, что в некоторых задачах управления позволяет повысить точности отработки электроприводом задания скорости (положения).

## Терминологические нюансы
Поскольку принцип векторного управления был изобретен в ФРГ, то в русскоязычной литературе нередко встречается термин «векторное регулирование», являющийся калькой с немецкого «Vektorregelung». Такое определение нельзя считать ошибочным, однако по установившемся нормам русского технического языка более правильным будет использование именно термина «векторное управление». Кроме того часто данный метод называют также «принципом ориентирования по полю», что также является буквальным переводом с немецкого «Das Prinzip der Feldorientierung».